# Phạm Anh Khoa
Phạm Anh Khoa, còn được biết đến với tên viết tắt là PAK (sinh ngày 11 tháng 1 năm 1985), là một nam ca sĩ, nhạc sĩ sáng tác bài hát người Việt Nam. Anh được biết đến sau khi giành chiến thắng tại chương trình Sao Mai điểm hẹn 2006 và được nhạc sĩ Huy Tuấn đặt cho biệt danh "Quý ông hát rock".
Song song với sự nghiệp solo, Anh Khoa còn tham gia và thành lập một số nhóm rock trong suốt sự nghiệp như 3D, Khoai Lang Tây, Big Belly Band và PAK Band. Từ năm 2010 đến 2020, anh tham gia một số bộ phim điện ảnh hành động như Đường đua, Mỹ nhân kế và Hai Phượng. Sau một vụ bê bối vào năm 2018, hoạt động âm nhạc của Phạm Anh Khoa lắng xuống trước khi trở lại để hợp tác với ban nhạc Bức Tường từ năm 2020.

## Thiếu thời
Phạm Anh Khoa sinh ngày 11 tháng 1 năm 1985 tại Cam Ranh, Khánh Hòa. Anh có cha là một tài xế xe tải và mẹ là một dược sĩ, dưới anh còn có một người em gái kém 4 tuổi. Từ nhỏ, Anh Khoa có niềm yêu thích với thể thao đặc biệt là bóng đá và bóng rổ, đã từng giành huy chương vàng giải bóng rổ của tỉnh Khánh Hòa vào năm 2001. Anh cũng từng có thời gian học Vovinam từ năm lớp 4 và làm võ sư; cho đến khi học lớp 12 tại Trường Trung học phổ thông Phan Bội Châu ở Cam Ranh, anh vẫn tin rằng mình sẽ theo nghiệp cầu thủ bóng đá. Năm lên lớp 6, Anh Khoa bắt đầu học chơi đàn guitar trong ba năm dưới sự hướng dẫn của thầy giáo cùng quê Đỗ Hữu Hoàng, sau đó dành phần lớn thời gian để tự học. Anh đã tự sáng tác những bản nhạc đầu tiên từ năm 15 tuổi.
Ngay khi tốt nghiệp lớp 12, năm 2002, Anh Khoa vào Sài Gòn theo học khoa âm nhạc khóa 8 Trường Cao đẳng Văn hóa Thành phố Hồ Chí Minh nhưng vì không thích hợp với sư phạm hay hành chính văn hóa và mải mê đi hát cùng nhóm 3D nên đã bị buộc thôi học. Sau đó, anh tiếp tục thi vào khoa thanh nhạc của Nhạc viện Thành phố Hồ Chí Minh, nhưng nhận ra mình không thuộc về âm nhạc cổ điển.

## Sự nghiệp

### 2004–2009: Bắt đầu sự nghiệp,PAK 01vàLàm sao nói hết
Trong thời gian học tại Trường Cao đẳng Văn hóa Thành phố Hồ Chí Minh, Anh Khoa và hai người bạn khác lập nhóm nhạc với tên gọi 3D và lấy nghệ danh Kinh Du, biểu diễn kiếm tiền. Việc thường xuyên bỏ học để đi diễn đã khiến anh bị đuổi học, nhóm cũng nhanh chóng tan rã. Cuối năm 2004, Anh Khoa nhận thấy mình phù hợp thể loại nhạc rock khi xem nhóm Khoai Lang Tây biểu diễn tại sân khấu ngoài trời của Nhà văn hóa Thanh niên. Sau buổi diễn, anh đã xin gia nhập nhóm rồi sau đó trở thành ca sĩ chính và sáng tác một số ca khúc. Phong cách nhạc của Khoai Lang Tây là rock nhưng pha chút jazz. Trong dịp về thăm nhà, anh được thầy Hoàng chia cho hai tấm vé số và may mắn trúng giải độc đắc. Anh Khoa để lại một tờ cho gia đình, còn một tờ đổi thưởng lấy kinh phí để làm album nhưng thất bại vì không gặp được đối tác tử tế. Lúc này anh nhận được sự chỉ dẫn của nhạc sĩ Tuấn Khanh - cũng là một người thầy của anh trong lĩnh vực âm nhạc - Anh Khoa tiếp tục theo học Thanh tại Nhạc Nhạc viện Thành phố Hồ Chí Minh. Năm 2005, anh được góp giọng trong một ca khúc của bộ phim 1735km.
Năm 2006, khi đang là sinh viên năm nhất, Anh Khoa tham gia mùa 2 cuộc thi truyền hình Sao Mai điểm hẹn, anh được đem ra so sánh với thí sinh khá ở thể loại rock mùa trước là Kasim Hoàng Vũ. Dù không nằm trong số bốn ca sĩ được khán giả bình chọn nhiều nhất nhưng anh vẫn vượt qua được vòng 1, để cuối cùng trở thành quán quân Sao Mai điểm hẹn 2006 do Hội đồng nghệ thuật bình chọn với 6/9 tổng số phiếu. Trong khoảng thời gian này, anh thể nghiệm những sáng tác của mình với nhạc sĩ Trịnh Gia Kiệt, cũng như để lấy thêm kinh nghiệm.
Sau khi chiến thắng tại Sao Mai điểm hẹn, Anh Khoa làm ca sĩ độc quyền cho công ty Music Faces của nhạc sĩ Đức Trí, anh phát hành album đầu tay có tên PAK 01 vào tháng 8 năm 2007. Album này sau đó giành giải Album được yêu thích nhất tháng 9 và Album có ý tưởng thiết kế của Album vàng 2007. Anh Khoa là ca sĩ đầu tiên được Music Faces quảng bá album theo phương thức phát hành MV trên truyền hình trước. Từ thời điểm này, anh bắt đầu hợp tác với ban nhạc Big Belly Band với tư cách là một thành viên của nhóm. Tháng 10 năm 2007, kênh truyền hình MTV kết hợp với Đài Truyền hình Việt Nam, công ty điện ảnh BHD và Music Faces tổ chức sản xuất minishow thuộc chương trình Hành trình âm nhạc (MTV School Attack) dành riêng cho Phạm Anh Khoa.
Ngày 12 tháng 10 năm 2009, Anh Khoa ra mắt album thứ hai Làm sao nói hết do Music Faces sản xuất, trước đấy anh đã phát hành video âm nhạc Trở về ngày xa xưa trên kênh YanTV để quảng bá cho album này. Ngay sau đó, vào ngày 24 tháng 10, liveshow cá nhân đầu tiên cùng với nhóm Big Belly Band có tên gọi PAK live concert 2009 – We will PAK you cũng được tổ chức tại sân vận động Tao Đàn, với hai nhóm nhạc khách mời là UnlimiteD và Microwave. Tháng 12 năm 2009, anh tham gia buổi diễn Rock xuyên màn đêm thuộc chương trình của giải Tâng bóng nghệ Thuật.
Cuối năm 2009, Phạm Anh Khoa để tuột mất giải Ca sĩ triển vọng vào tay WanBi Tuấn Anh khi hai người cùng chia nhau 18 phiếu bình chọn, nhưng thể lệ của chương trình chỉ chấp nhận 1 người được giải. Sau khi bầu chọn lại, WanBi Tuấn Anh nhận được hơn Anh Khoa 1 phiếu và trở thành Ca sĩ triển vọng của Làn Sóng Xanh 2009.

### 2010–nay: Ban nhạc PAK và Bức Tường
Năm 2010, Phạm Anh Khoa thành lập nhóm nhạc rock đặt theo tên viết tắt của mình là PAK Band. Cuối tháng 3 năm 2011, Phạm Anh Khoa và Ban nhạc PAK là đại diện duy nhất của âm nhạc Việt Nam tham dự Đại hội âm nhạc quốc tế là các ban nhạc tổ chức tại Pattaya - Thái Lan. Nhạc hội được quảng bá trên kênh Channel V.

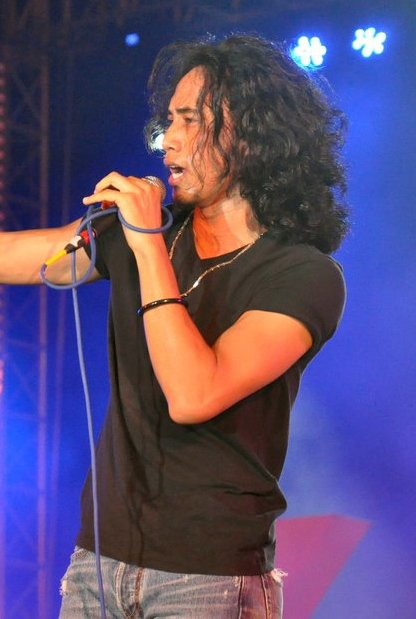
Phạm Anh Khoa năm 2010

Tháng 1 năm 2012, Phạm Anh Khoa chính thức cho ra mắt Ban nhạc PAK với album đầu tay của nhóm We are PAK. Lúc này anh đang là đại sứ cho chiến dịch Be There - Crate Tour 2012. Tháng 9 năm 2012, cả nhóm tham gia chương trình Bài hát Việt 2011 với ca khúc “Thu”. Sau này họ phát hành thêm 2 album là Nghe vào tháng 5 năm 2014 và Phá vào tháng 1 năm 2015.
Năm 2014, Phạm Anh Khoa sang Hồng Kông tham gia chương trình giới thiệu gương mặt tiêu biểu của rock Việt do kênh Channel V phát sóng. Ca khúc được anh thể hiện trong chương trình là "Rain" lấy cảm hứng từ truyền thuyết Sơn Tinh - Thủy Tinh. Cuối năm 2014, Anh Khoa cùng Sơn Tùng M-TP và Hồ Trung Dũng trở thành đại diện thương hiệu xe Nouvo Fi của Yamaha với video quảng cáo cùng ca khúc Trở về nơi đó, ca khúc này liên tục nằm trong top 10 bảng xếp hạng các tuần cuối năm.
Năm 2015, Anh Khoa thực hiện loạt dự án trong chuỗi hoạt động “PAK on the road” mở đầu với Phượt show có tên gọi Bikers & Rockers Tour từ Thành phố Hồ Chí Minh đến Cam Ranh. Sau show diễn này, anh thực hiện dự án thứ 3 là MV “Rain”cùng đạo diễn Nguyễn Khắc Huy. Dự án tiếp sau đó là tour lưu diễn tại 10 trường đại học lớn và live concert Phá vào ngày 13 tháng 5 tại Sân vận động Hoa Lư, Quận 1, Thành phố Hồ Chí Minh.
Năm 2020, Phạm Anh Khoa được nghệ sĩ guitar Trần Tuấn Hùng chọn hợp tác cùng ban nhạc Bức Tường, thay thế thủ lĩnh nhóm Trần Lập mới qua đời. Năm 2021, buổi diễn Con đường không tên của nhóm được đề cử tại Cống hiến 2021. Năm 2022, Anh Khoa là 1 trong 4 huấn luyện viên của gameshow Rock Việt. Năm 2023, họ phát hành album Cân bằng gồm 10 ca khúc, trong đó 7 ca khúc do Trần Tuấn Hùng sáng tác và 1 do Anh Khoa sáng tác. Tháng 3 năm 2025, Phạm Anh Khoa cùng NSƯT Hải Phượng, nghệ sĩ bass Trần Chánh Thảo, nghệ sĩ Lê Hoàng Phi cùng tham gia dự án album của nghệ sĩ guitar Dzung có tựa 2025 - Hay không hay lắm.

### Sáng tác ca khúc nhạc phim
Năm 2005, khi còn là ca sĩ hát phòng trà, Anh Khoa và Phương Đài cùng thể hiện ca khúc “Hạc giấy” trong 1735km, bộ phim đầu tay của đạo diễn Nguyễn Nghiêm Đặng Tuấn. Năm 2013, Anh Khoa còn đảm nhận thể hiện ca khúc chủ đề như bộ phim lịch sử Lửa Phật với ca khúc "Sắc màu" của nhạc sĩ Trần Tiến. Chính mẹ của đạo diễn phim Dustin Nguyễn đã gợi ý sử dụng ca khúc này làm nhạc phim. Năm 2019, Anh Khoa sáng tác và thể hiện ca khúc chủ đề "Trưa hè" của bộ phim điện ảnh Hai Phượng do Lê Văn Kiệt đạo diễn và Ngô Thanh Vân diễn chính, nam ca sĩ cũng tham gia một vai giang hồ trong phim. Tuy nhiên, khi MV của ca khúc được Ngô Thanh Vân đăng tải đã vấp phải phản đối của khán giả vì nam ca sĩ vừa dính bê bối gạ tình vào năm trước.

## Những hoạt động khác
Đầu năm 2012, anh thông báo sẽ thực hiện việc chạy bộ khoảng 400km làm từ thiện từ Thành phố Hồ Chí Minh về Cam Ranh cùng ban nhạc PAK. Ở mỗi chặng, anh và ban nhạc sẽ biểu diễn giao lưu và thăm hỏi, tặng quà cho các trẻ em tại các trường học, trại trẻ mồ côi, khuyết tật và bệnh viện. Dự định sau đó bị hoãn đến giữa năm 2013 mới được thực hiện, đã có hơn 700 triệu đồng được chia cho các trại mồ côi đó. Cùng năm 2012, Anh Khoa lấn sân sang lĩnh vực điện ảnh với vai Dương Linh trong bộ phim cổ trang - hành động Mỹ nhân kế của đạo diễn Nguyễn Quang Dũng, trong cùng năm, anh tiếp tục tham gia bộ phim điện ảnh hành động Đường đua của đạo diễn Nguyễn Khắc Huy. Sau hai bộ phim này, Anh Khoa được mời tham gia bộ phim hành động khác là Bụi đời Chợ Lớn do Charlie Nguyễn đạo diễn, nhưng anh đã từ chối. Năm 2013, anh đảm nhận vai trò dẫn chương trình Đố ai hát được của Đài Truyền hình Việt Nam và là đại sứ hình ảnh cho các chiến dịch phòng, chống bạo lực giới của Quỹ Dân số Liên Hợp Quốc - UNFPA tại Việt Nam. Năm 2017, Phạm Anh Khoa được chọn làm đại sứ hình ảnh Quỹ Dân số Liên Hợp Quốc tại Việt Nam nhân sự kiện kỷ niệm 40 năm hợp tác giữa UNFPA và Chính phủ Việt Nam.
Đầu năm 2018, anh tham gia làm huấn luyện viên trong gameshow truyền hình Trời sinh một cặp phát sóng trên Đài Truyền hình Việt Nam. Ngày 26 tháng 4, khi quá trình quay của mùa này đã hoàn tất, Anh Khoa bất ngờ bị đồng đội / học trò trong show là vũ công Phạm Lịch tố cáo hành vi quấy rối tình dục. Sau đó có thêm lời tố cáo của vũ công Nga My và một cô gái tên M.P. Ngày 12 tháng 5, Trung tâm CSAGA đăng tải video đối thoại và lời xin lỗi của Phạm Anh Khoa về vụ việc. Trong video anh có một số phát ngôn bị cho là ngụy biện và nhận về nhiều chỉ trích từ khán giả, CSAGA sau đó đã có lời xin lỗi về cuộc đối thoại và xóa video song vẫn bị chỉ trích vì cách xin lỗi không nghiêm túc. Ngày 15 tháng 5, Phạm Anh Khoa mở một cuộc gặp quy nhỏ và mời một số phóng viên đến dự, tại đây anh chính thức có lời xin lỗi thứ hai tới các nạn nhân, đối tác và vợ - Thùy Trang. Lần này các nạn nhân đã chấp nhận lời xin lỗi của anh. Sau vụ việc, các đối tác đã chấm dứt hợp tác cùng anh, các khung hình có Anh Khoa trong chương trình Trời sinh một cặp cũng bị cắt bỏ từ tập thứ 10.

## Đời tư
Trong chuyện tình cảm, ban đầu Phạm Anh Khoa có ý theo đuổi diễn viên Tăng Thanh Hà, trong một cuộc hẹn cà phê cùng bạn bè anh được gặp người bạn của Tăng Thanh Hà và Thân Thúy Hà là Thùy Trang - hơn Khoa 6 tuổi. Anh Khoa và Thùy Trang kết hôn năm 2008, cô cũng trở thành quản lý của anh từ năm 2013. Họ có hai người con, một trai và một gái. Tháng 1 năm 2015, trong buổi ra mắt album Phá, Phạm Anh Khoa cũng lần đầu tiên giới thiệu Thùy Trang với công chúng.

## Giải thưởng
| Năm  | Giải thưởng                 | Hạng mục                         | Tác phẩm                             | Kết quả   | Chú thích |
| ---- | --------------------------- | -------------------------------- | ------------------------------------ | --------- | --------- |
| 2006 | Bài hát Việt                | Ca sĩ thể hiện xuất sắc tháng 11 |                                      | Đoạt giải |           |
| 2007 | Mai Vàng 2007               | Nam ca sĩ nhạc nhẹ               | "Ngựa ô thương nhớ"                  | Đề cử     | [ 65 ]    |
| 2007 | Album vàng 2007             | Album được yêu thích (tháng 9)   | PAK Vol.1                            | Đoạt giải | [ 15 ]    |
| 2007 | Album vàng 2007             | Album có ý tưởng thiết kế        | PAK Vol.1                            | Đoạt giải | [ 16 ]    |
| 2008 | Giải thưởng Cống hiến       | Nam ca sĩ của năm                |                                      | Đề cử     | [ 66 ]    |
| 2009 | Làn Sóng Xanh 2009          | Ca sĩ trẻ triển vọng             |                                      | Đề cử     | [ 67 ]    |
| 2015 | Bài hát yêu thích - Tháng 5 | Ca sĩ của tháng                  |                                      | Đoạt giải | [ 68 ]    |
| 2015 | Giải thưởng Cống hiến       | Album của năm                    | Nghe                                 | Đề cử     | [ 69 ]    |
| 2016 | Giải thưởng Cống hiến       | Album của năm                    | Phá                                  | Đề cử     | [ 70 ]    |
| 2022 | Giải thưởng Cống hiến       | Chương trình của năm             | Con đường không tên (cùng Bức Tường) | Đoạt giải | [ 71 ]    |

## Tác phẩm

### Album nhạc
- PAK Vol.1 (2007)
- Con hạc giấy (2007 – cùng Hồ Ngọc Hà, Song Huy, Phương Uyên)
- Làm sao nói hết (Vol.2 – 2009)
- We are PAK (nhóm PAK Band – 2012)
- Nghe (nhóm PAK Band – 2014)
- Phá (nhóm PAK Band – 2015)
- Con đường không tên (ban nhạc Bức Tường – 2020)
- Cân bằng (ban nhạc Bức Tường – 2023)

### Liveshow
- PAK live concert 2009 – We will PAK you

### Điện ảnh
| Năm  | Tụa đề          | Vai diễn          | Đạo diễn          | Chú thích |
| ---- | --------------- | ----------------- | ----------------- | --------- |
| 2012 | Đường đua       | Lộc               | Nguyễn Khắc Huy   |           |
| 2013 | Mỹ nhân kế      | Dương Linh        | Nguyễn Quang Dũng |           |
| 2015 | Siêu Nhân X     |                   | Nguyễn Quang Dũng |           |
| 2019 | Hai Phượng      | Nguyễn Chánh Trực | Lê Văn Kiệt       |           |
| 2021 | Những Bức Tường | (phim tài liệu)   | Nguyễn Lê Nam     | [ 71 ]    |

### Sáng tác ca khúc
- "Em, chiếc lá và tôi"[2]
- "Tự do"[35]
- "Trưa hè"
- "Ký ức vuột mất cùng" (lời việt từ ca khúc "Why")[27][12]

### MV
- Rain (2015) đạo diễn Nguyễn Khắc Huy

- Trở về ngày xa xưa
- Đong đưa võng trưa (2017)
- Trưa hè - nhạc chủ đề phim Hai Phượng

### Chương trình truyền hình
- 2011 – Bước nhảy hoàn vũ (mùa 2)
- 2011 – Ngày xưa chill phết
- 2013 – Đố ai hát được
- 2014 – Chuyện đêm muộn[6]
- 2014 – Tuyệt đỉnh tranh tài[72]
- 2015 – Bước nhảy ngàn cân (mùa 1)
- 2015 – Café sáng với VTV3[73]
- 2018 – Trời sinh một cặp
- 2018 – The Khang show
- 2020 – Vợ chồng son